# Elisabeth Dahlin
Karin Elisabeth Dahlin, född 28 mars 1957 i Nedertorneå-Haparanda församling, är en svensk ämbetsman. Hon var barnombudsman 2018–2024. Hon har tidigare bland annat arbetat som ambassadör och som generalsekreterare på Rädda Barnen.   

## Biografi
Elisabeth Dahlin är dotter till två lärare. Hon bodde på Seskarö i Haparanda skärgård under sina första år. I samband med hennes skolstart på Näsbyskolan flyttade familjen till Kalix. År 1988 gifte hon sig med Andreas Dahlin och tillsammans har paret tre barn.

## Utbildning
Dahlin gick naturvetenskaplig linje på Furuhedsskolan i Kalix, med ett avbrott för studier på Mount Alvernia High School, en katolsk flickskola belägen i Newton, Massachusetts, USA. Dahlin studerade statsvetenskap och spanska vid Uppsala Universitet 1978–1980. Åren 1980–1982 studerade hon vietnamesiska och biståndskunskap i ett unikt program som Utrikesdepartementet och Sida initierade i samarbete med Stockholms- och Hanois  universitet. Programmet riktade sig till tolkar och tjänstemän. Dahlin har examen från Hanois Polytekniska Universitet, Truong Dai Hoc Bach Khoa. Hon är utbildad tolk i vietnamesiska och har också arbetat som tolk och översättare i spanska och behärskar engelska, franska samt portugisiska som arbetsspråk.

## Karriär
Dahlin arbetade inom det svenska biståndet i Uông Bí i Quảng Ninh-provinsen i Vietnam 1981–82 och sedan vid Sveriges ambassad i Hanoi 1982–84. Hon rekryterades därefter till  Landsrådet för Sveriges Ungdomsorganisationer (LSU) där hon arbetade som generalsekreterare och tillika kanslichef 1984–1988. Under den tiden var hon även ordförande i International Coalition for Development Action (ICDA) i Bryssel samt  ansvarig för utbildning av unga i mänskliga rättigheter, ett uppdrag från Europarådet. Åren 1988–89 arbetade hon på Sida som ansvarig för det humanitära biståndet i Sydafrika och African National Congress (ANC) exilregering i Zambia.
Åren 1991–1995 tjänstgjorde hon vid svenska ambassaden i Zambia, vid ambassaden i Brasilien 1995–1997 och Vietnam 1997–2001.
Åren 2001–2005 var hon kommerseråd och ställföreträdande generaldirektör för Kommerskollegium. Därefter arbetade Dahlin som ambassadör och chef för Globalt Ansvar vid Utrikesdepartementet 2005–2008. 
Dahlin var generalsekreterare för Rädda Barnen 2008–2018. Hon har varit ordförande för Världens Barn i 10 år samt ledamot i bland annat Radiohjälpens styrelse, Pressens Opinionsnämnd samt insynsrådet i  Myndigheten för Internationella Adoptioner (MIA). Dahlin ingick, fram till återgång i statlig tjänst, i styrelsen för det börsnoterade bolaget New Wave Group samt i IKEA:s globala  People and Planet Positive Advisory Board. Hon utsågs i maj 2018 till Barnombudsman. Dahlin är vice ordförande i konsistoriet vid Uppsala Universitet samt i Anna Lindh Academy vid Malmö Universitet.

## Priser och utmärkelser
- H. M. Konungens medalj i guld av 12:e storleken (Kon:sGM12, 2014) för förtjänstfullt arbete för barns rättigheter[9]